# 阿让区
阿让区（法語：arrondissement d'Agen）是法国洛特-加龙省所辖的一个区。总面积1013.3平方公里，总人口120243，人口密度119人/平方公里（2018年）。主要城镇为阿让。

## 辖区
阿让区辖有71个市镇。